# تمیرتاو
تمیرتاو (دمیرداغ) (به قزاقی: Теміртау، تەمىرتاۋ) شهری در استان قراغندی کشور قزاقستان است که در سرشماری سال ۲۰۰۸ میلادی، ۱۷۹۵۲۰ نفر جمعیت داشته است و از سال ۱۹۴۵ میلادی به‌عنوان شهر شناخته می‌شده است. تمیرتاو، شکل قزاقی دمیرداغ، به معنی کوه آهن است.